# Atletismo nos Jogos Olímpicos de Verão de 2000
Nos Jogos Olímpicos de Verão de 2000 em Sydney, 46 eventos do atletismo foram realizados, sendo 24 masculinos e 22 femininos.

## Medalhistas
Masculino
| Evento                         | Ouro | Prata | Bronze                                                                           |
| ------------------------------ | --- | --- | -------------------------------------------------------------------------------- |
| 100 metros detalhes            | Maurice Greene USA Estados Unidos                                                                               | Ato Boldon TRI Trinidad e Tobago                                                                                | Obadele Thompson BAR Barbados                                                    |
| 200 metros detalhes            | Konstantinos Kenteris GRE Grécia                                                                                | Darren Campbell GBR Grã-Bretanha                                                                                | Ato Boldon TRI Trinidad e Tobago                                                 |
| 400 metros detalhes            | Michael Johnson USA Estados Unidos                                                                              | Alvin Harrison USA Estados Unidos                                                                               | Greg Haughton JAM Jamaica                                                        |
| 800 metros detalhes            | Nils Schumann GER Alemanha                                                                                      | Wilson Kipketer DEN Dinamarca                                                                                   | Djabir Saïd Guerni ALG Argélia                                                   |
| 1500 metros detalhes           | Noah Ngeny KEN Quênia                                                                                           | Hicham El Guerrouj MAR Marrocos                                                                                 | Bernard Lagat KEN Quênia                                                         |
| 5000 metros detalhes           | Millon Wolde ETH Etiópia                                                                                        | Ali Saidi-Sief ALG Argélia                                                                                      | Brahim Lahlafi MAR Marrocos                                                      |
| 10000 metros detalhes          | Haile Gebrselassie ETH Etiópia                                                                                  | Paul Tergat KEN Quênia                                                                                          | Assefa Mezgebu ETH Etiópia                                                       |
| 110 m com barreiras detalhes   | Anier García CUB Cuba                                                                                           | Terrence Trammell USA Estados Unidos                                                                            | Mark Crear USA Estados Unidos                                                    |
| 400 m com barreiras detalhes   | Angelo Taylor USA Estados Unidos                                                                                | Hadi Soua'an Al-Somaily KSA Arábia Saudita                                                                      | Llewellyn Herbert RSA África do Sul                                              |
| 3000 m com obstáculos detalhes | Reuben Kosgei KEN Quênia                                                                                        | Wilson Boit Kipketer KEN Quênia                                                                                 | Ali Ezzine MAR Marrocos                                                          |
| Revezamento 4x100 m detalhes   | Jon Drummond Bernard Williams Brian Lewis Maurice Greene Tim Montgomery* Kenneth Brokenburr* USA Estados Unidos | Vicente de Lima Édson Ribeiro André Domingos Claudinei Quirino Cláudio Roberto Souza* BRA Brasil                | Luis Alberto Pérez-Rionda Iván García Freddy Mayola José Ángel César CUB Cuba    |
| Revezamento 4x400 m detalhes   | Clement Chukwu Jude Monye Sunday Bada Enefiok Udo-Obong Nduka Awazie* Fidelis Gadzama* NGR Nigéria              | Michael Blackwood Greg Haughton Christopher Williams Danny McFarlane Sanjay Ayre* Michael McDonald* JAM Jamaica | Avard Moncur Troy McIntosh Carl Oliver Chris Brown Timothy Munnings* BAH Bahamas |
| Maratona detalhes              | Gezahegne Abera ETH Etiópia                                                                                     | Erick Wainaina KEN Quênia                                                                                       | Tesfaye Tola ETH Etiópia                                                         |
| Marcha atlética 20 km detalhes | Robert Korzeniowski POL Polônia                                                                                 | Noé Hernández MEX México                                                                                        | Vladimir Andreyev RUS Rússia                                                     |
| Marcha atlética 50 km detalhes | Robert Korzeniowski POL Polônia                                                                                 | Aigars Fadejevs LAT Letônia                                                                                     | Joel Sánchez Guerrero MEX México                                                 |
| Salto em altura detalhes       | Sergei Klyugin RUS Rússia                                                                                       | Javier Sotomayor CUB Cuba                                                                                       | Abderrahmane Hammad ALG Argélia                                                  |
| Salto com vara detalhes        | Nick Hysong USA Estados Unidos                                                                                  | Lawrence Johnson USA Estados Unidos                                                                             | Maksim Tarasov RUS Rússia                                                        |
| Salto em distância detalhes    | Iván Pedroso CUB Cuba                                                                                           | Jai Taurima AUS Austrália                                                                                       | Roman Shchurenko UKR Ucrânia                                                     |
| Salto triplo detalhes          | Jonathan Edwards GBR Grã-Bretanha                                                                               | Yoel García CUB Cuba                                                                                            | Denis Kapustin RUS Rússia                                                        |
| Arremesso de peso detalhes     | Arsi Harju FIN Finlândia                                                                                        | Adam Nelson USA Estados Unidos                                                                                  | John Godina USA Estados Unidos                                                   |
| Lançamento de dardo detalhes   | Jan Železný CZE República Checa                                                                                 | Steve Backley GBR Grã-Bretanha                                                                                  | Sergey Makarov RUS Rússia                                                        |
| Lançamento de disco detalhes   | Virgilijus Alekna LTU Lituânia                                                                                  | Lars Riedel GER Alemanha                                                                                        | Frantz Kruger RSA África do Sul                                                  |
| Lançamento de martelo detalhes | Szymon Ziółkowski POL Polônia                                                                                   | Nicola Vizzoni ITA Itália                                                                                       | Igor Astapkovich BLR Bielorrússia                                                |
| Decatlo detalhes               | Erki Nool EST Estônia                                                                                           | Roman Šebrle CZE República Checa                                                                                | Chris Huffins USA Estados Unidos                                                 |

Feminino
| Evento                         | Ouro                                                                                             | Prata | Bronze |
| ------------------------------ | ------------------------------------------------------------------------------------------------ | --- | --- |
| 100 metros detalhes            | nenhum                                                                                           | Ekaterini Thanou GRE Grécia Tayna Lawrence JAM Jamaica                                                        | Merlene Ottey JAM Jamaica                                                                                         |
| 200 metros detalhes            | Pauline Davis-Thompson BAH Bahamas                                                               | Susanthika Jayasinghe SRI Sri Lanka                                                                           | Beverly McDonald JAM Jamaica                                                                                      |
| 400 metros detalhes            | Cathy Freeman AUS Austrália                                                                      | Lorraine Graham JAM Jamaica                                                                                   | Katharine Merry GBR Grã-Bretanha                                                                                  |
| 800 metros detalhes            | Maria de Lurdes Mutola MOZ Moçambique                                                            | Stephanie Graf AUT Áustria                                                                                    | Kelly Holmes GBR Grã-Bretanha                                                                                     |
| 1500 metros detalhes           | Nouria Mérah-Benida ALG Argélia                                                                  | Violeta Beclea ROU Romênia                                                                                    | Gabriela Szabó ROU Romênia                                                                                        |
| 5000 metros detalhes           | Gabriela Szabo ROU Romênia                                                                       | Sonia O'Sullivan IRL Irlanda                                                                                  | Gete Wami ETH Etiópia                                                                                             |
| 10000 metros detalhes          | Derartu Tulu ETH Etiópia                                                                         | Gete Wami ETH Etiópia                                                                                         | Fernanda Ribeiro POR Portugal                                                                                     |
| 100 m com barreiras detalhes   | Olga Shishigina KAZ Cazaquistão                                                                  | Glory Alozie NGR Nigéria                                                                                      | Melissa Morrison USA Estados Unidos                                                                               |
| 400 m com barreiras detalhes   | Irina Privalova RUS Rússia                                                                       | Deon Hemmings JAM Jamaica                                                                                     | Nezha Bidouane MAR Marrocos                                                                                       |
| Revezamento 4x100 m detalhes   | Savatheda Fynes Chandra Sturrup Pauline Davis-Thompson Debbie Ferguson Eldece Lewis* BAH Bahamas | Tayna Lawrence Veronica Campbell Beverly McDonald Merlene Ottey Merlene Frazer* JAM Jamaica                   | Chryste Gaines Torri Edwards Nanceen Perry Passion Richardson* USA Estados Unidos                                 |
| Revezamento 4x400 m detalhes   | Jearl Miles Clark Monique Hennagan LaTasha Colander Andrea Anderson* USA Estados Unidos          | Sandie Richards Catherine Scott Deon Hemmings Lorraine Graham Charmaine Howell* Michelle Burgher* JAM Jamaica | Yuliya Sotnikova Svetlana Goncharenko Olga Kotlyarova Irina Privalova Natalya Nazarova* Olesya Zykina* RUS Rússia |
| Maratona detalhes              | Naoko Takahashi JPN Japão                                                                        | Lidia Simon ROU Romênia                                                                                       | Joyce Chepchumba KEN Quênia                                                                                       |
| Marcha atlética 20 km detalhes | Wang Liping CHN China                                                                            | Kjersti Plätzer NOR Noruega                                                                                   | María Vasco ESP Espanha                                                                                           |
| Salto em altura detalhes       | Yelena Yelesina RUS Rússia                                                                       | Hestrie Cloete RSA África do Sul                                                                              | Kajsa Bergqvist SWE Suécia Oana Pantelimon ROU Romênia                                                            |
| Salto com vara detalhes        | Stacy Dragila USA Estados Unidos                                                                 | Tatiana Grigorieva AUS Austrália                                                                              | Vala Flosadóttir ISL Islândia                                                                                     |
| Salto em distância detalhes    | Heike Drechsler GER Alemanha                                                                     | Fiona May ITA Itália                                                                                          | Tatyana Kotova RUS Rússia                                                                                         |
| Salto triplo detalhes          | Teresa Marinova BUL Bulgária                                                                     | Tatyana Lebedeva RUS Rússia                                                                                   | Olena Hovorova UKR Ucrânia                                                                                        |
| Arremesso de peso detalhes     | Yanina Karolchyk BLR Bielorrússia                                                                | Larisa Peleshenko RUS Rússia                                                                                  | Astrid Kumbernuss GER Alemanha                                                                                    |
| Lançamento de dardo detalhes   | Trine Hattestad NOR Noruega                                                                      | Mirela Manjani-Tzelili GRE Grécia                                                                             | Osleidys Menéndez CUB Cuba                                                                                        |
| Lançamento de disco detalhes   | Ellina Zvereva BLR Bielorrússia                                                                  | Anastasia Kelesidou GRE Grécia                                                                                | Iryna Yatchenko BLR Bielorrússia                                                                                  |
| Lançamento de martelo detalhes | Kamila Skolimowska POL Polônia                                                                   | Olga Kuzenkova RUS Rússia                                                                                     | Kirsten Münchow GER Alemanha                                                                                      |
| Heptatlo detalhes              | Denise Lewis GBR Grã-Bretanha                                                                    | Yelena Prokhorova RUS Rússia                                                                                  | Natallia Sazanovich BLR Bielorrússia                                                                              |

* Participaram apenas das eliminatórias, mas receberam medalhas.

## Caso Marion Jones

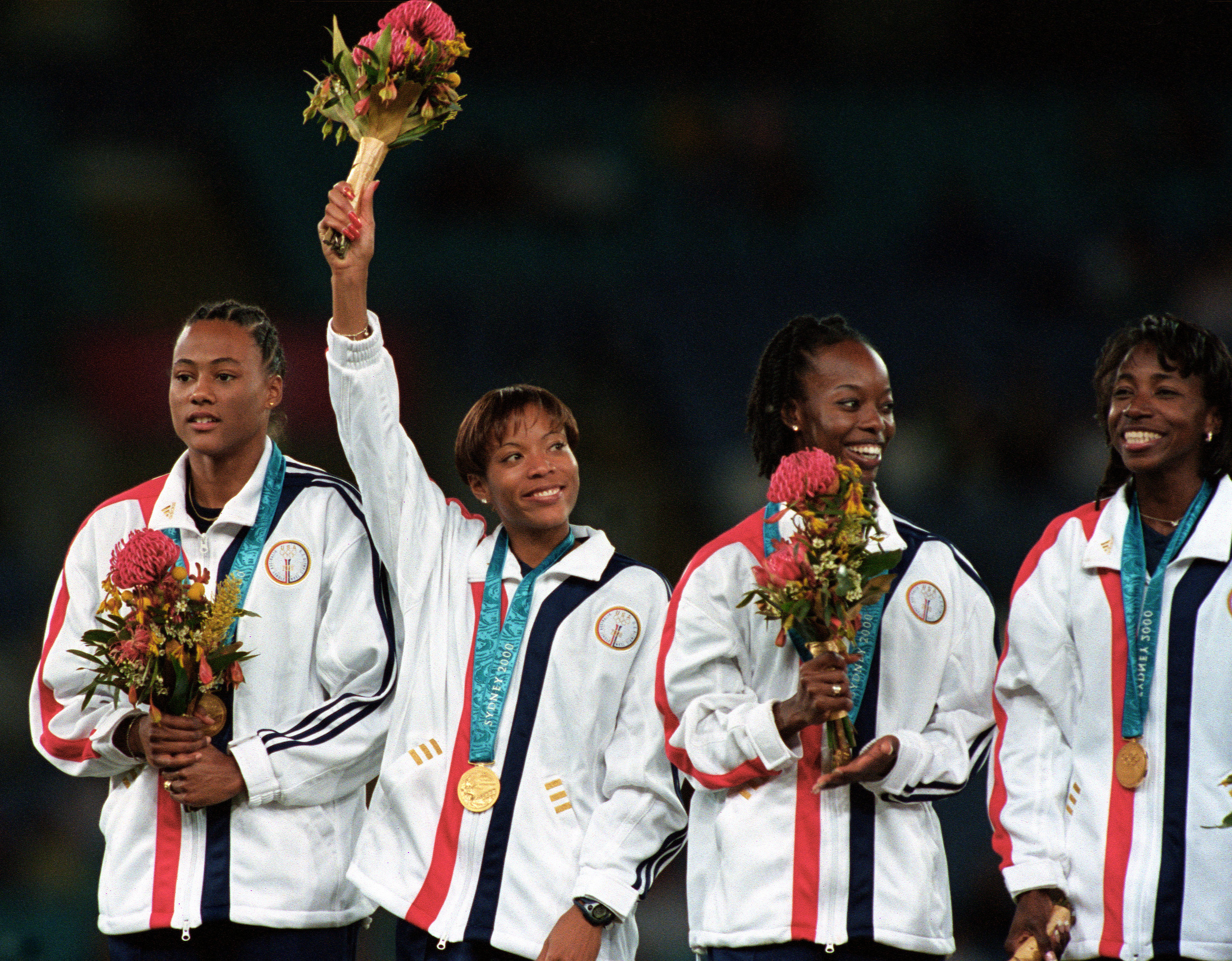
Marion Jones (primeira da esquerda pra a direita) no pódio do revezamento 4x400 metros; equipe estadunidense foi desclassificada em 2007.

Em 5 de outubro de 2007, Marion Jones, dos Estados Unidos, confessou o uso de substâncias proibidas durante os Jogos Olímpicos de 2000. Em 9 de outubro ela entregou as cinco medalhas conquistadas (nos 100 m, 200 m, 4x100 m, 4x400 metros e salto em distância) ao Comitê Olímpico dos Estados Unidos (USOC) que por sua vez as devolveu para o Comitê Olímpico Internacional. Em reunião de 12 de dezembro de 2007, o COI retirou oficialmente as cinco medalhas de Marion Jones e baniu a atleta de competir nos Jogos de 2008 em Pequim, além de retirar o quinto lugar conquistado na prova de salto em altura dos Jogos Olímpicos de Atenas em 2004.
Em 9 de dezembro de 2009, o COI decidiu realocar as medalhas de três provas em que Marion Jones participou. Nos 100 metros, as atletas Ekaterini Thanou, da Grécia, e Tayna Lawrence, da Jamaica, ficaram com a prata, enquanto Merlene Ottey, também da Jamaica, ficou com o bronze, e o ouro não foi entregue a ninguém. Nos 200 metros, o ouro ficou com Pauline Davis-Thompson, das Bahamas, a prata com Susanthika Jayasinghe, do Sri Lanka, e o bronze com Beverly McDonald, da Jamaica. No salto em distância, prova em que Jones havia ficado com o bronze, a medalha foi repassada para Tatyana Kotova, da Rússia.
As medalhas conquistadas por Marion Jones nos revezamentos 4x100 (ouro) e 4x400 metros (bronze) foram os que tiveram desdobramentos mais complicados. Em 23 de novembro de 2007, a IAAF recomendou ao Conselho Executivo do COI que desclassificasse os revezamentos femininos dos Estados Unidos 4x100 e 4x400 m. O COI acabou remanejando as medalhas de Jones nos eventos individuais, mas não definiu o destino das medalhas obtidas com os revezamentos. Em 10 de abril de 2008, o COI desclassificou os dois times de revezamento dos Estados Unidos e pediu para que medalhas das companheiras de Jones fossem devolvidas, mas não remanejou as medalhas para a França (quarto lugar no 4x100 m) e Nigéria (quarto no 4x400 m), deixando os postos vagos. Todas as integrantes das equipes de revezamento, com exceção de Nanceen Perry, recorreram da decisão no Tribunal Arbitral do Esporte que, em 16 de julho de 2010, decidiu em favor deles e suas medalhas foram restauradas.

## Caso Antonio Pettigrew
Em 2 de agosto de 2008 o Comitê Olímpico Internacional formalmente desclassificou a equipe de revezamento 4x400 metros dos Estados Unidos da América por consequência da confissão de uso de doping do atleta Antonio Pettigrew entre 1997 e 2003. Quatro anos depois, após o resultado final das investigações, o COI decidiu realocar as medalhas de ouro, prata e bronze para Nigéria, Jamaica e Bahamas, respectivamente.
A Associação Internacional das Federações de Atletismo (IAAF), órgão que regulamenta o atletismo, anulou o recorde mundial da equipe estadunidense obtida em 22 de julho de 1998 nos Jogos da Amizade.

## Caso Tim Montgomery
Em 2008, Tim Montgomery, que foi o reserva da equipe dos 4x100m rasos dos EUA, mas que competiu numa das provas classificatórias, confessou ter competido sob efeito de doping.
Até o presente momento, porém, os resultados da prova não foram alterados.

## Quadro de medalhas

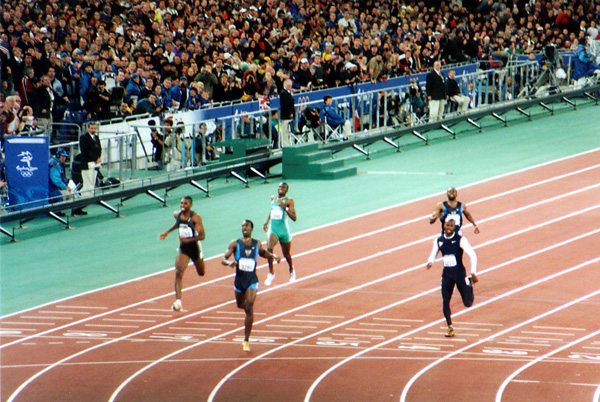
Chegada dos 400 metros masculino, com Michael Johnson em primeiro lugar.

| Ordem | País                  | Medalha de ouro | Medalha de prata | Medalha de bronze |     |
| ----- | --------------------- | --------------- | ---------------- | ----------------- | --- |
| 1     | USA Estados Unidos    | 7               | 4                | 5                 | 16  |
| 2     | ETH Etiópia           | 4               | 1                | 3                 | 8   |
| 3     | POL Polônia           | 4               |                  |                   | 4   |
| 4     | RUS Rússia            | 3               | 4                | 6                 | 13  |
| 5     | KEN Quênia            | 2               | 3                | 2                 | 7   |
| 6     | CUB Cuba              | 2               | 2                | 2                 | 6   |
| 6     | GBR Grã-Bretanha      | 2               | 2                | 2                 | 6   |
| 8     | GER Alemanha          | 2               | 1                | 2                 | 5   |
| 9     | BLR Bielorrússia      | 2               |                  | 3                 | 5   |
| 10    | BAH Bahamas           | 2               |                  | 1                 | 3   |
| 11    | GRE Grécia            | 1               | 3                |                   | 4   |
| 12    | ROU Romênia           | 1               | 2                | 2                 | 5   |
| 13    | AUS Austrália         | 1               | 2                |                   | 3   |
| 14    | ALG Argélia           | 1               | 1                | 2                 | 4   |
| 15    | CZE República Checa   | 1               | 1                |                   | 2   |
| 15    | NGR Nigéria           | 1               | 1                |                   | 2   |
| 15    | NOR Noruega           | 1               | 1                |                   | 2   |
| 18    | BUL Bulgária          | 1               |                  |                   | 1   |
| 18    | CHN China             | 1               |                  |                   | 1   |
| 18    | EST Estônia           | 1               |                  |                   | 1   |
| 18    | FIN Finlândia         | 1               |                  |                   | 1   |
| 18    | JPN Japão             | 1               |                  |                   | 1   |
| 18    | KAZ Cazaquistão       | 1               |                  |                   | 1   |
| 18    | LTU Lituânia          | 1               |                  |                   | 1   |
| 18    | MOZ Moçambique        | 1               |                  |                   | 1   |
| 26    | JAM Jamaica           |                 | 6                | 3                 | 9   |
| 27    | ITA Itália            |                 | 2                |                   | 2   |
| 28    | MAR Marrocos          |                 | 1                | 3                 | 4   |
| 29    | RSA África do Sul     |                 | 1                | 2                 | 3   |
| 30    | MEX México            |                 | 1                | 1                 | 2   |
| 30    | TRI Trinidad e Tobago |                 | 1                | 1                 | 2   |
| 32    | AUT Áustria           |                 | 1                |                   | 1   |
| 32    | BRA Brasil            |                 | 1                |                   | 1   |
| 32    | DEN Dinamarca         |                 | 1                |                   | 1   |
| 32    | IRL Irlanda           |                 | 1                |                   | 1   |
| 32    | KSA Arábia Saudita    |                 | 1                |                   | 1   |
| 32    | LAT Letônia           |                 | 1                |                   | 1   |
| 32    | SRI Sri Lanka         |                 | 1                |                   | 1   |
| 39    | UKR Ucrânia           |                 |                  | 2                 | 2   |
| 40    | BAR Barbados          |                 |                  | 1                 | 1   |
| 40    | ESP Espanha           |                 |                  | 1                 | 1   |
| 40    | ISL Islândia          |                 |                  | 1                 | 1   |
| 40    | POR Portugal          |                 |                  | 1                 | 1   |
| 40    | SWE Suécia            |                 |                  | 1                 | 1   |
| TOTAL | TOTAL                 | 45              | 47               | 47                | 139 |